# Pseudomys fieldi
Pseudomys fieldi  (Waite, 1896), conosciuto anche come djoongari, è un roditore della famiglia dei Muridi endemico dell'Australia Recenti studi filogenetici hanno rivelato che questa specie è sinonimo della specie ritenuta estinta Pseudomys gouldii.

## Descrizione

### Dimensioni
Roditore di piccole dimensioni, con la lunghezza della testa e del corpo tra 90 e 115 mm, la lunghezza della coda tra 115 e 125 mm, la lunghezza del piede tra 26 e 27 mm, la lunghezza delle orecchie di 19 mm e un peso fino a 50 g.

### Aspetto
La pelliccia è arruffata. Le parti superiori sono giallo-brunastre chiare, i fianchi sono giallastri, mentre le parti ventrali sono biancastre, con la base dei peli grigia. Le orecchie sono grigiastre. Le zampe sono bianche. La coda è più lunga della testa e del corpo, grigia sopra, bianca sotto, con un ciuffo terminale più scuro ed è ricoperta da 15 anelli di scaglie per centimetro.

## Biologia

### Comportamento
Costruisce nidi in diversi tipi di habitat, particolarmente litorali.

### Alimentazione
Si nutre di parti vegetali, fiori e artropodi

### Riproduzione
Le femmine partoriscono generalmente tra maggio e novembre 3-4 piccoli alla volta, dopo una gestazione di circa 28 giorni.

## Distribuzione e habitat
Questa specie è diffusa sull'isola di Bernier nella baia degli squali, Australia Occidentale. Popolazioni sono state introdotte in maniera contrastante sulle isole di Doole, North West e Faure.
Vive in boscaglie di Spinifex ed Olearia su dune sabbiose costiere. Occasionalmente è stata osservata in brughiere e mangrovie.

## Conservazione
La IUCN Red List, considerato che l'areale è ristretto a 3 località e la popolazione è scarsa, classifica P.fieldi come specie vulnerabile (VU).

La CITES ha inserito questa specie nell'appendice I.